# Cratichneumon w-album
Cratichneumon w-album är en stekelart som först beskrevs av Cresson 1864.  Cratichneumon w-album ingår i släktet Cratichneumon och familjen brokparasitsteklar.

## Underarter
Arten delas in i följande underarter:
- C. w. lobatus
- C. w. fuscior